# هوي ريد
هوي ريد (بالإنجليزية: Howie Reed)‏ هو لاعب كرة قاعدة أمريكي، ولد في 21 ديسمبر 1936 في دالاس في الولايات المتحدة، وتوفي في 7 ديسمبر 1984 في كوربوس كريستي في الولايات المتحدة.

## وصلات خارجية
- هوي ريد على موقع دوري كرة القاعدة الرئيسي (الإنجليزية)
- هوي ريد على موقعبيزبول رفرنس.كوم (الدوري الرئيسي) (الإنجليزية)
- هوي ريد على موقعبيزبول رفرنس.كوم (الدوري الثانوي) (الإنجليزية)
- هوي ريد على موقع مشجعي الرسوم البيانية (الإنجليزية)